# 杜彥
杜彥（？年—？年），原雲中（今山西省大同市）人，由於葛榮之亂的緣故，其父杜遷舉家遷徙到豳州定居。北周襄武縣侯爵、隋朝柱國。

## 生平

### 北周時期
杜彥勇敢果斷，擅長騎馬射箭。在北周時，擔任左侍上士，後隨柱國陸通在土州擊敗陳國將領吳明徹，又攻克倉塠、白楊，斬殺反叛蠻軍首領、平定郢州樊志的叛亂。因戰功彪炳，被任命為大都督。不久升遷為儀同三司，兼管隆山郡之事。隔年被任命為隴州刺史，賜爵永安縣伯。
楊堅擔任北周丞相時，杜彥隨韋孝寬攻打尉遲迥，以戰功升任上開府，後改封爲襄武縣侯爵，擔任魏郡太守。

### 滅陳之戰
隋朝建國後，杜彥被任命丹州刺史，晉爵爲公爵。六年後，杜彥調任左武衛將軍。隋滅陳之戰時，楊廣派遣當時擔任行軍總管的杜彥與新義公韓擒虎會合，駐守新林（今南京西南），杜彥軍便朝新林出發，路途經過南陵（今安徽省銅陵附近），發現陳國軍隊據守江邊，於是杜彥派遣樊子蓋率領精兵攻破陳軍的據點，獲得六百多艘船隻。渡江後，攻佔了南陵城並活捉守將許冀，之後抵達新林與韓擒虎軍會合。平定陳國後，杜彥升任柱國，杜彥的兒子杜寶安則被賜昌陽縣公。

### 討伐叛軍
開皇十年（590年），高智慧自稱天子起兵造反，杜彥隨楊素率軍前去討伐。解了江州之圍後，杜彥率軍水陸並進討伐高智慧的餘黨，攻破錦山、陽父、若、石壁四洞並將敵軍首領全部斬首。敵軍李陀有幾千名士兵，佔領了彭山。杜彥襲擊大破李陀軍並斬殺李陀，將其首級傳往京師。後又平定徐州、宜豐的兩座洞寨。朝廷賞賜杜彥一百多位奴婢，任命杜彥為洪州總管，杜彥在任內頗有建樹。

### 戎馬一生
開皇十四年（594年），賀婁子幹因病去世，隋文帝喪失這位國家的棟梁惋惜許久，想找位能頂替他的人才，後來認為只有杜彥能夠接替這個位置，於是任命杜彥為雲州總管。
北方胡人都很畏懼杜彥，不敢進軍到邊塞。後來朝廷又追錄杜彥前後的功勳，賜杜寶虔爲承縣公爵。
開皇十八年（598年），高句麗先發制人突襲遼西的營州，激怒隋文帝，引發高句麗與隋朝第一次戰爭，杜彥以行軍總管身份，隨漢王前往營州。杜彥通曉軍事，隋文帝讓他掌管五十營的軍事調度。回朝後，杜彥被任命為朔州總管。後來突厥進犯雲州，隋文帝命楊素擊退突厥但仍擔心突厥為患，而突厥一向懼怕杜彥，於是再次任命杜彥爲雲州總管。不久後，杜彥因病被調回京師，六十歲時去世。

## 子
- 杜寶虔，官至文城郡丞。[11]

## 評價
- 《隋書》：史臣曰：杜彥東夏、南服，屢有戰功，作鎮朔垂，胡塵不起。《隋書·杜彥傳》

## 延伸阅读
[在维基数据编辑]
 《北史·卷073》，出自李延壽《北史》
 《隋書·卷55》，出自魏徵《隋书》